# Фонсагривс, Лиза
Лиза Фонсагривс (англ. Lisa Fonssagrives; 17 мая 1911, Вестра-Гёталанд, Швеция — 4 февраля 1992, Нью-Йорк, США) — урождённая Лиза Биргитта Бернстоун; шведская модель, в отношении которой впервые был применён термин супермодель.

## Биография
Родители отдали Лизу в школу поварского искусства, полагая, что в будущем она станет домохозяйкой. Лиза же уехала в Париж и несколько лет танцевала в мелких балетных группах, также обучаясь в школе Мэри Вигман.
В 1936 году, когда Лиза возвращалась домой с урока танцев, она встретила в лифте фотографа Вилли Мейвальда, который попросил её выступить моделью для демонстрации шляп. Её супруг Фернан Фонсагривс отнёс несколько её фотографий в редакцию Vogue и уже в 1939 году она была главной моделью этого издания.
В 1947 году Vogue обратился к Ирвину Пенну с просьбой сделать групповой портрет двенадцати самых востребованных моделей этого года. Так Лиза Фонсагривс познакомилась со своим вторым мужем.
Она продолжала работать моделью до конца 50-х, её карьера была одной из самых долгих за всю историю профессии. Лиза жила вместе с Пенном в доме в центре Лонг-Айленда до самой своей смерти в 1992 году.